# 구세정
구세정(久世町)은 오카야마현 마니와군 (구 오바군)에 있던 정이다. 현재는 합병에 의해 마니와시가 되었다.

## 역사
- 1889년 6월 1일 - 정촌제 시행에 의해 오바군 구세촌이 되었다.
- 1900년 4월 1일 - 마시마군, 오바군과 합병해 마니와군이 되었다.
- 1904년 6월 1일 - 마니와군 가와나미촌을 편입하였다.
- 1955년 4월 29일 - 마니와군 구세정 (초대), 미와촌이 합병해 구세정 (2대)이 되었다.
- 2003년 8월 1일 -  마니와군 오치아이정, 가쓰야마정, 호쿠보정, 유바라정, 가와카미촌, 주카촌, 미카모촌, 야쓰카촌과 합병을 위해 마니와 지역 합병 협의회가 출범하였다.
- 2005년 3월 31일 - 마니와군 오치아이정, 가쓰야마정, 호쿠보정, 유바라정, 가와카미촌, 주카촌, 미카모촌, 야쓰카촌과 합병으로 마니와시가 되었다. 동일 구세정은 폐지되었다.

## 교통

### 철도
- 서일본 여객철도 기신 선

### 도로
- 주고쿠 자동차도
- 요나고 자동차도(일본어판)
- 국도 제181호선
- 국도 제313호선 (일본)(일본어판)